# Mágikus lények a Harry Potter-univerzumban
J. K. Rowling Harry Potter sorozatában számos kitalált lény szerepel. Ezek egy része a mitológiából vagy a folklórból származik, mások az írónő saját találmányai.

## Akromantulák
Az akromantulák óriás méretű, embernél nagyobb pókok. Intelligensek, képesek megtanulni az emberi beszédet, ugyanakkor veszélyesek, mivel az emberi fajt zsákmánynak tekintik. A baziliszkuszoktól félnek. A Tiltott Rengetegben él egy csapat akromantula.

### Aragog
Aragog a Harry Potter-könyvekben szereplő óriáspók, Hagrid neveltje. A Tiltott Rengetegben él. A második könyvben tűnik fel először.
Harryék kifaggatják, és ő elárulja, hogy nem ő az a szörny, amely a Titkok Kamrájában rejtőzik, pusztán az óriás Hagrid roxforti „háziállata”, de aztán Tom Denem vádja alapján, miszerint a gyilkos szörny Hagridtól származik, utóbbit kicsapják a Roxfortból.
Ezután Aragog gyermekei majdnem felfalják Harryéket.
A hatodik könyvben hal meg Aragog.
Bár Hagrid szeretné, ha Harry és barátai részt vennének a temetésén, de Harry csak egyedül megy el, ő sem kegyeletből, hanem azért, hogy megszerezze Lumpsluck emlékeit.(Ron nem akart elmenni Aragog temetésére mert retteg a pókoktól.)

## Baziliszkusz
(más néven a kígyók királya)
A források szerint az első baziliszkusz kitenyészője Hitvány Herpón volt. A párszaszájú görög fekete mágus hosszas kísérletezés után jutott arra a felfedezésre, hogy a tyúktojásból, ha varangy kotlik rajta, hatalmasra megnövő, minden más hüllőnél veszélyesebb kígyó kel ki.
A baziliszkusz teste fénylő zöld, hossza a 15 métert is elérheti. A hím példányok skarlátvörös fejtollaikról ismerhetők fel. A baziliszkusz méregfogával is tud ölni, de a legveszélyesebb fegyvere hatalmas, sárga szeme: aki belenéz, azonnal meghal.

Ha elegendő mennyiségű táplálékhoz jut, ez a bestia jelentős kort élhet meg. Hitvány Herpón baziliszkusza állítólag közel kilencszáz évig élt. Bár a baziliszkuszköltést a középkor óta a törvény tiltja, e tevékenység igen könnyen eltitkolható: elég kivenni a tojást a varangy alól, mikor megjelennek a Varázslény-felügyeleti Főosztály ellenőrei. Mivel azonban a baziliszkusznak csak párszaszájú tud parancsolni, a fekete mágusok többsége éppúgy tart  bestiától, mint bárki más. 
A Baziliszkusz a J. K. Rowling írta Harry Potter-könyvek szereplője, amelyet az azonos nevű mitológiai lényről mintázott az írónő.

### A Harry Potter és Titkok Kamrájában
A Baziliszkusz a Titkok Kamrájában rejlő szörny. Pillantása halálos, de még valamilyen módon tompított tekintete (tükörképe, kísérteten keresztül) is kővé dermedést vált ki. 1943-ban, amikor először nyitotta ki Tom Rowle Denem a Titkok Kamráját, megölt egy lányt, aki később szellemként kísért abban a női vécében, amelyben meghalt. Most Hisztis Myrtle a neve.
A Baziliszkuszról a Hermione Granger által talált könyvtári könyvből kitépett lapról megtudjuk, hogy: 
„A kies honunkban leledző temérdek félelmetes bestia és szörny-állat között aligha akad csodásabb és halálosabb fajzat, mint a Baziliskus, más néven a Kígyók Királya. Ezen csúszómászó, mely gyakorta gigantikus méreteket ölt, száz-évekig is elélhetik. Bölcsője a tyúknak tojása, melyen varangyos béka kotlik. Gyilkos fegyvere is felettébb csodásabb, hisz' halálos méregtől csepegő foga mellett a nézése is halált hozó: valamely ember vagy állat tekintetének tüzébe kerül, nyomban életét veszíti. A pókok menekülnek a Baziliskus elől, mert emez gyűlölt ellenségük. A Baziliskus pediglen féli a kakasnak rikkantását, minek hallatán menten kiszenved.”
Harry Potter második roxforti tanévében sorozatos támadások érik a mugli születésű diákokat, akik kővé dermednek. Binns professzor (a filmben McGalagony professzor) elmondja a diákoknak, hogy a legenda szerint „Mardekár szörnyetege” van a Titkok Kamrájában. Amikor elrabolják Ginny Weasley-t, Harry és Ron, valamint kényszerűségből Lockhart professzor elindul a kamrába. Csak Harry jut el a kamrába, ahol Voldemort emlékképe már várja és ráuszítja a baziliszkuszt. Harry végül legyőzi a szörnyet Griffendél Godrik kardjával és Fawkes segítségével, aki megvakítja a baziliszkuszt.

### Harry Potter és a Halál ereklyéiben
Hermione és Ron lemennek a kamrába a baziliszkusz megmaradt fogáért, amivel elpusztítanak egy horcruxot; Hugrabug Helga kelyhét.

## Bólintér
Faőrző bestia, főként varázspálcának való fákon él. Fatetűvel, alkalmanként tündérmanótojással táplálkozik. A bólintér ránézésre nem tűnik harciasnak, de ha felmérgesítik, megpróbálja kiszúrni az ember szemét az ujjával, amely igen éles és hegyes. A Harry Potter és a Főnix Rendje című kötetben Suette-Pollts, a Legendás lények gondozásának tanárnője mutatja be a diákoknak. A Legendás állatok és megfigyelésük című filmben kiderül, hogy minden zárat ki tudnak nyitni.

## Bolyhoska
Bolyhoska egy hatalmas háromfejű kutya, akinek a gazdája Hagrid. Ő őrizte a földalatti szobát, ahol a bölcsek köve el van rejtve az első részben. Egyetlen módon lehet kijátszani: ha zeneszót hall, elalszik.

A Harry Potter és a bölcsek kövében Harry, Ron és Hermione véletlenül belerohannak, amikor menekültek Argus Frics, a gondnok elől. Később, amikor Harryék lemennek a lejáróhoz, hogy megakadályozzák, hogy a bölcsek kövét elvigyék, egy furulyával altatják el a szörnyet. Egy eldobott hárfát látnak a teremben, amelyet az előző behatoló hagyott ott. A könyvből készült filmben nincs furulya, a kutya azért alszik, mert egy megbűvölt hárfa játszik magán. A kő megvédése, majd a megsemmisítése után már nem volt szükség Bolyhoskára, ezért kibocsátották a Tiltott Rengetegbe. A későbbi könyvekben nem szerepel.

## Csámpás
Csámpás Hermione Granger macskája, akit a Roxfortba is magával visz. Először a harmadik évfolyamban tűnik fel. A macskát Hermione a Mágikus Menazsériában vette, ahova Ron, Harry és Hermione bement, hogy a lány tudjon magának venni valamilyen állatot abból a pénzből, amit a szüleitől kapott, hogy nézzen magának valamilyen születésnapi ajándékot, és Ron megnézesse a patkányát, mert rossz bőrben van. Csámpás a boltban egyszer rá is támadt Makeszre. Hermione eredetileg baglyot akart, de inkább azt az aranyos macskát vette meg. Csámpásnak sűrű rőt bundája van, s morcos pofája olyan, mintha súlyosan ütközött volna egy kőfallal.
Sokszor próbálta elkapni a patkányt. Egyszer nagyon csúnyán össze is verekedtek, úgy, hogy Makesz majdnem meg is halt.
A 3. évfolyam végén kiderül, hogy Sirius, aki kutyává tud változni, kutyaalakban megkérte Csámpást, hogy ölje meg Makeszt, mert ő nem más, mint Peter Pettigrew, Voldemort szolgája, Harry szüleinek áruló titokgazdája.

## Dementorok
A varázslók börtönének, az Azkabannak őrei, ami egy szigeten található. Az ötödik könyvben (Harry Potter és a Főnix Rendje) elhagyják az Azkabant, és csatlakoznak Voldemort seregéhez. Lupin professzor a Harry Potter és az azkabani fogolyban így jellemzi a dementorokat: 
„A dementorok a legvisszataszítóbb lények közé tartoznak, akiket valaha a hátán hordott a föld. Amerre járnak, kiszívják a levegőből a békét, a reményt és a boldogságot. Még a muglik is megérzik jelenlétüket, pedig számukra láthatatlanok. Ha túl közel mész egy dementorhoz, kiszippant belőled minden kellemes érzést, minden boldog emléket. A dementor, ha megteheti, addig élősködik rajtad, amíg olyanná nem válsz, mint ő maga: lelketlenné és gonosszá. Kiszipolyoz, s végül nem marad benned más, csak a legszörnyűbb emlékeid.”

### Általános jellemzőik
A dementorok körülbelül három méter magasak, fekete, csuklyás köpenyt hordanak. Csak hullaszerű kezük, és néha az arcuk látható. A dementorok vakok, szemük helyett csak szemüregük van, szájuk helyén pedig egy lyuk, mely legszörnyűbb fegyverük, a dementorcsók végrehajtására szolgál. Ilyenkor kiszippantják az áldozat lelkét, aki ettől kezdve élőhalottá válik.
A dementorok a pozitív emlékeket érzékelik az emberekben, ezekből táplálkoznak. Megjelenésükkor szinte megfagy a levegő. Az emberek ilyenkor átélik legszörnyűbb emlékeiket. A különösen érzékenyek el is ájulhatnak a dementorok jelenlétében. Az azkabani foglyok gyakran megtébolyodnak a dementorok tartós közelségétől.
A dementorokat valószínűleg varázslók hozták létre, mesterséges lények. Gomba módra szaporodnak, fagyos levegőt keltve a közelükben. Mivel kevéssé intelligens, viszont igen kegyetlen lények, megfelelőek a rabok őrzésére. A Mágiaügyi Minisztériumban a tárgyalásokra is dementorok kísérik be a rabokat. Voldemort visszatérése után azonban otthagyták az Azkabant, és csatlakoztak a Sötét Nagyúrhoz.
A muglik nem látják a dementorokat, de rájuk is ugyanolyan hatással vannak. Védekezni a patrónus-bűbájjal lehet ellenük. A bűbáj megidéz egy patrónust, ami egy pozitív erőtér, a jó emlékekből táplálkozva. Ez egyfajta pajzsként működik a dementorok ellen. Megidézésekor egy kellemes emlékre kell gondolni. A patrónusok különböző állatalakban jelennek meg. Az erősebbek elriasztják, a gyengébbek csak hátráltatják a dementorokat. A dementorok által okozott sokkra jó gyógyír a csokoládé. A patrónus bűbáj varázsigéje: Expecto Patronum! Megidézéséhez az kell, hogy csak pozitív emlékre gondoljunk és ne érdekeljen, hogy a dementor milyen fagyos levegőt áraszt.

### Dementorok a könyvekben
A dementorok először a harmadik Harry Potter-kötetben jelennek meg. A Roxfortot őrizték a szökött rab, Sirius Black betörése ellen. Harry minden velük való találkozáskor szülei életének utolsó pillanatait hallotta. Először a vonaton találkozott dementorral, amelyet Remus Lupin professzor elriasztott. Később egy kviddicsmeccsen jelentek meg, ennek következtében Harry leesett a seprűjéről. Lupin professzor elvállalta, hogy megtanítja neki a Patrónus-bűbájt, amellyel védekezhet ellenük. Harry patrónusa egy szarvas alakjában jelent meg (apja is szarvassá tudott változni). Sirius Black kiszabadítása után megtámadták őket a dementorok, Harrynek nem sikerült megidéznie a patrónust. A jövőből visszatért önmaga azonban megmentette őket. Az ötödik könyv elején unokatestvérével együtt támadta meg két dementor, az ellenük használt varázslat miatt Harryt tárgyalásra idézték a minisztériumba, és majdnem eltanácsolták a Roxfortból.
Az ötödik kötetben (Harry Potter és a Főnix Rendje) elhagyták az Azkabant, és csatlakoztak Voldemorthoz. A hatodik kötetben (Harry Potter és a Félvér Herceg) egyre szaporodtak, furcsa ködös időt okozva, valamint sorozatos támadásokat követtek el muglik és varázslók ellen.
J.K.Rowling egy interjúban elárulta, Kingsley Shacklebolt lesz Pius Thiknesse után a mágiaügyi miniszter, és nem alkalmaz dementorokat az Azkabanban.[forrás?]

## Durrfarkú szurcsókok
A durrfarkú szurcsókok skorpiószerű szörnyetegek, amelyeknek mérges fullánkjuk van, és tüzet lőnek a farkukból. Rubeus Hagrid tenyésztette ki őket, Rita Vitrol állítása szerint a mantikor és a tüzes rák keresztezéséből. Egyedül a Harry Potter és a Tűz Serlege című részben szerepelnek.

## Főnixek
A főnixekkel először a második kötetben találkozhatunk, mikor Harry Dumbledore irodájába megy. A főnixek halálukkal szaporodnak ekkor lángrakapnak és a hamvaikból újak születnek. A főnixek könnye minden sebet begyógyít és hatalmas fizikai terhelést képesek elviselni valamint szállítani. A második kötetben Harry-t és barátait egy főnix (Fawkes) viszi ki a titkok kamrájából.

### Fawkes

Fawkes a filmben

Fawkes a Harry Potter-könyvekben Albus Dumbledore madara, egy gyönyörű, vörös és arany színű főnixmadár, amely hamvából éled mindig újra és újra. (A színei azonosak a Griffendél-ház színeivel.) Könnye gyógyító erejű, hangja reményt kelt a jókban, a gonoszokat azonban elijeszti. Hatalmas súlyokat bír el. A faroktolla alkalmas arra, hogy varázspálca magja legyen; a Harry Potter és Voldemort varázspálcája is Fawkes tollával készült.
A második részben kapott nagy szerepet, mikor Harry a baziliszkusz ellen harcolt: megvakította a gyilkos tekintetű szörnyeteget, aztán könnyeivel meggyógyította Harry sebeit.
Megjelenik a Főnix Rendjében is – ő figyelmezteti Dumbledore-t, hogy Dolores Umbridge elhagyta az irodáját. Ugyanebben a könyvben Fawkes megmenti Dumbledore életét a Mágiaügyi Minisztériumban folyó harc során: eléje ugrik, hogy megvédje egy halálos átoktól és így ő maga hamvad el.
A hatodik részben, Dumbledore halála után Fawkes elhagyja a Roxfortot.

## Házimanók
A házimanók 60–90 cm magas emberszerű lények vékony kezekkel és lábakkal, torz, túlméretes fejjel és szemekkel. Óriási fülük denevérszerű, csúcsos, szemük dülledt, hangjuk vékony és sipító. Általában rongyszerű ruhákat viselnek, vagy párnahuzatot húznak fel ruha gyanánt. Magukról harmadik személyben beszélnek. Engedelmesek, szófogadóak, mindig azt kell tenniük, amit a gazdájuk parancsol – még ha nem is szeretnék megtenni. A házimanók számára a gazdájuk parancsa a legfőbb törvény. Ha megszegik a parancsot vagy olyat tesznek, ami sérti gazdájukat, a manók megbüntetik saját magukat.
A házimanók más mágiával rendelkeznek, mint a varázslók. Képesek olyan helyeken is hoppanálni vagy dehoppanálni, ahol a varázslók nem (például a Roxfortban). A pálcahasználati törvény harmadik cikkelye szerint tilos varázspálcát használniuk, pálca nélkül is képesek varázsolni. Varázserejüket csak gazdájuk engedélyével használhatják.
Egy házimanó csak akkor szabadul fel, ha gazdájától egy igazi ruhadarabot kap.

### Ismert házimanók
- Dobby

Malfoyék házimanója volt, míg Harry Potter fel nem szabadítja. Később a Roxfortban dolgozik. Bellatrix Lestrange öli meg a tőrével. Harry kézzel ássa meg a sírját, és belevési; Dobby, a szabad manó.
- Sipor

A Black család házimanója. Mogorva, és koszos, ám a hetedik kötetben megkedveli Harry-éket. Később a Potter családdal él tovább.
- Winky

A Kupor-okat szolgálja, ám a negyedik részben id. Barty Kupor ruhát ad neki, ezáltal mentesíti a szolgálata alól. Winky rászokik a whisky-re, és elmegy dolgozni a Roxfortba.
- Hóki

Hepzibah Smith manója. Voldemort megöli a nőt, majd a manót állítja be bűnösként. Hóki az Azkabanban hal meg.
- Deek

A Hogwart's Legacy játék főhősének házimanója.

## Hedvig
Hedvig Harry Potter baglya a Harry Potter-könyvekben és filmekben. Habár Hedvig tojó, a filmekben hím baglyok játsszák, mivel azok tollazata fehérebb. J.K. Rowling, a szerző, a weboldalán azt írja, a „Hedwig” (angol változat) nevet egy középkori szentekről szóló könyvben találta.
Hedviget Harry ajándékba kapja a születésnapjára Hagridtól a sorozat első kötetében, miközben az Abszol úton vásárolnak felszerelést Harry első roxforti tanévére. A Hedvig nevet Harry A mágia története c. tankönyvében találja.
A sorozatban a baglyokat a varázslók és boszorkányok többnyire levelek és csomagok kézbesítésére használják. A baglyok ezért sokkal hasznosabb háziállatok, mint a többi – patkány, béka vagy macska –, amit a diákok tarthatnak, s így Hedviget is üzenetek küldésére használják végig a sorozatban. A nyári szünidő alatt Harry Hedviget otthon tartja, amiből sorozatos konfliktusok származnak közte, mugli nagybátyja és nagynénje közt.
Hedvig személyisége bizonyos szempontból „formálisnak” is tekinthető, hisz megvetően tekint Pulipinty folytonos ugrándozására, és a Sirius Black által küldött harsány, trópusi madarakra. Szokása továbbá, hogy szemrehányóan néz vagy huhog, vagy a szárnyával megsuhintja Harry-t, mikor meg van sértődve (ami igen gyakran megesik), és egy átlagos hóbagolynál többet hallatja a hangját. Harryvel való szoros kapcsolata miatt azt is lehet mondani, hogy anyai ösztönnel viseltetik a fiú iránt; habár ő egy madár, a sorozatban a baglyoknak varázslatos képességeik vannak, és majdhogynem olyasfajta támaszt jelent Harrynek, mint egy igazi szülő. Ennek ellenére Hedvig képes (és szokott is) sértődötten vagy dühösen viselkedni (mint például mikor Harry nem küldhette el Hedviggel az üzeneteit Sirius Blacknek, s nem tudta a helyzetet megfelelően elmagyarázni a bagolynak), Harry, olykor akaratán kívüli, gondatlan szavai vagy tettei miatt. A sorozat során végig az az érzésünk, hogy Hedvig képes teljes mértékben megérteni Harry-t, és bizonyos mértékben ez fordítva is működik. Ebből az következik, hogy ő egy kivételesen intelligens bagoly.
Az ötödik könyvben Hedvig megsérül, miközben Harry és Sirius Black levélváltását kézbesíti. Soha nem derült ki pontosan, mi okozta a sérülését, de a gyanú később Dolores Umbridge-ra terelődött, miután kiderült, a főinspektor az iskola összes kimenő és bejövő levelét átolvassa.
Hedviget Stan Shunpike eltévedt Avada Kedavra átka öli meg a hetedik könyvben, a Privet Drive-ról való menekülés közben. Ezután Sirius Black egykori óriás repülő motorkerékpárjának oldalkocsijában zuhanni kezd az égből, majd az egészet felrobbantja Harry, így próbálván megállítani az őket üldöző halálfalókat.

## Hippogriffek
A hippogriff egy sasfejű, lótestű nagy bestia. A nehezen szelídíthető varázslények Európából származnak. Mivel nagyon érzékeny és nemes állatok, ezért az ismerkedést nagyon finoman kell elkezdeni. Elsőként az állattal szemkontaktust kell létesíteni, és ha ez sikerült, meg kell hajolni előtte, hogy jelezzük békés szándékunkat. Ha a hippogriff viszonozza a gesztust, oda lehet menni hozzá, de ha nem, akkor ajánlott futni, mert a hippogriff nagyon erős és értelmes állat.
A hippogriff elsősorban a földből kikapart rovarokkal táplálkozik, de szívesen elfogyaszt madarakat és kisebb emlősöket is. Fészkét a földön építi, s egyetlen, nagy, törékeny héjú tojást rak, melyből alig 24 óra múlva kikel a hippogriff fióka. A kicsi egy hét alatt megtanul repülni, de hosszabb utakra csak hónapok múltán tudja elkísérni anyját.

### Csikócsőr
A Harry Potter-sorozatból legismertebb hippogriff Csikócsőr (Buckbeak) névre hallgat. Sűrű a tollbundája és fényes szőre nagyon szépen csillog, a szeme pedig narancsszínű. Csikócsőrt a harmadik kötetben ismerhetjük meg, ahol Malfoyék ármánykodásának hatására Csikócsőrt halálra ítélik, mert megkarmolta Draco Malfoyt. Azonban Harry és Hermione az időnyerővel visszatekeri az időt, és megszöktetik, és Sirius Black a hippogriff hátán menekül el. Utóbb Csikócsőrt Szilajszárnynak nevezték át. Az ötödik részben Sipor megsebezte, mert ezt a parancsot kapta az egyik halálfalótól. Csikócsőr a harmadik résztől kezdve minden részben szerepel.

## Inferusok
Az inferusok olyan holttestek, melyeket egy sötét varázsló bűbáj segítségével eszközként tud használni. Rowling valószínűleg a zombikról mintázta őket.
Az inferusok nem élnek, bábként mozgathatók az őket uraló boszorkány vagy varázsló kívánsága szerint. Gondolkodni sem tudnak ennek megfelelően, egy megadott primitív feladatot képesek végrehajtani, melyet az őket irányító varázsló adott ki. Az inferusokat nagyon nehéz mágiával megsebezni, mivel halottak, mindössze a melegtől és a fénytől félnek, így a tűz megfelelő megoldás a távoltartásukra.
Voldemort egyik horcruxát inferusok őrzik, ezek egy tengerparti barlang tavában várják, amíg a fogát a horcruxra fenő illető óvatlanul hozzáér a tó vizéhez, ekkor kiemelkednek a vízből és magukkal rántják az illetéktelen behatolót, hogy gyors halála után az ő soraikat gyarapítsa. Ha az inferusok feladata tárgytalanná válik (ebben az esetben Harry elpusztítja őrzésük tárgyát), akkor egyszerű holttestekké változnak vissza.

## Kákalagok
A kákalagok szirénekre emlékeztető víziszörnyek. Hosszú ujjaik markolásra alkalmasok, azonban könnyen eltörnek. Arcuk csúf, testük halványzöld, fejükön két szarv található. Apró halakkal táplálkoznak. Muglikkal és mágusokkal egyaránt ellenségesek. Először a harmadik részben esik szó róluk, ahol Remus Lupin megtanítja a diákoknak, hogy kell őket legyőzni. Ezután a negyedik részben is találkozunk velük, ahol a Trimágus Tusa második próbája során Harry Potter lemerül a Roxfort mellett található Fekete-tóba, és ott egy csapat kákalag támad rá, amikor megpróbál visszatérni a felszínre.

## Kentaurok
A kentaurok a görög mitológia kentaurjaihoz hasonlóan félig ló, félig ember lények. A Tiltott Rengetegben laknak.

### Firenze, a bölcs kentaur
Firenze egy kentaur, aki először a Harry Potter és a bölcsek kövében jelenik meg, amikor Harryéket büntetőmunkára viszik a Tiltott Rengetegbe, és Firenze megmenti Harry Potter életét Voldemorttól. Biztonságos helyre viszi a fiút, de megjelenik a többi kentaur (Ronan és Goran), akik figyelmeztetik, hogy a hagyományt sérti meg azzal, hogy megengedte Harrynek, hogy felüljön a hátára.
Legközelebb a Harry Potter és a Főnix Rendje című kötetben szerepel, ahol ő tölti be a jóslástantanári posztot a Roxfortban Sybill Trelawney helyett, akit Umbridge elbocsátott az állásából. Firenzét a társai kitagadták a csordából, hiszen az emberek barátja lett; Dumbledore pedig felajánlotta neki ezt az állást, hogy megmentse Firenze életét, mert félő volt, hogy ha visszamegy, társai megölik.
A sorozat filmfeldolgozásában Firenze csupán az első részben jelenik meg, és ott is kevesebbet szerepel, mint a könyvben.

## Leprikón
Piros mellényes, lengő szakállú emberke, aranyszínű vagy zöld lámpással. A Harry Potter és a Tűz Serlege kötetben találkozunk velük, 1994 augusztusában, a négyszázhuszonkettedik kviddics világkupa döntőjén, mint az ír válogatott kabaláival. Az általuk a közönség közé szórt aranypénzek egy idő (kb. 24 óra) múltán eltűnnek.

## Mumus
A mumus egy alakváltó lény a Harry Potter univerzumban. Mindig olyan alakban jelenik meg, amitől a hozzá legközelebb álló személy fél. Először a harmadik kötetben szerepel. A mumust egyedül a nevetés ártalmatlanítja, ehhez segít a Commikulus (Riddiculus) varázsige, amelynek köszönhetően a mumus nevetséges, kevéssé ijesztő alakot ölt fel.

### Szereplők és mumusaik
- Hermione Granger – McGalagony azt mondja, hogy mindenből megbukott.
- Neville Longbottom – Perselus Piton
- Remus Lupin – telihold
- Parvati Patil – múmia
- Harry Potter – dementor (nincs konkrét mumusa, mivel ő a félelemtől fél)
- Ron Weasley – pók
- Mrs. Weasley – a halott Harry Potter, Ginny, Ron, Fred, George, Percy, Bill, Charlie és Mr. Weasley
- Seamus Finnigan – sikítószellem
- Voldemort – a saját holtteste

## Nagini
Nagini egy kitalált szereplő a Harry Potter univerzumban, Voldemort kígyója.

### Szerep a sorozatban
Nagini egy kígyó, ám Voldemortnak egy "igaz barát". Nagini először a Harry Potter és a Tűz Serlegében tűnik fel. Ő a Sötét Nagyúr házikedvence, egyben horcrux is. Voldemort képes vele beszélni, mert párszaszóul is tud, vagyis érti a kígyók nyelvét. A negyedik rész elején Voldemort és Peter Pettigrew a Denem-család régi házában tartózkodnak, és arról vitatkoznak, miképp öljék meg Harry Pottert. Az öreg kertész, Frank Bryce meglátja, hogy a házban világít valami, ezért bemegy, és szem- és fültanúja lesz Voldemorték beszélgetésének. Nagini azonban észreveszi őt, és jelenti Voldemortnak. A Nagyúr behívja a szobába a kertészt és Avada Kedavra átokkal megöli, a holttestet megeteti Naginivel. Ezután Voldemort megcsinálja a kígyóból a hatodik horcruxot is. Voldemort egy ideig Nagini testében élt.
Az ötödik évfolyamban Voldemort beférkőzik Harry álmába, aminek következtében Harry Nagini szemszögéből látja, hogy a kígyó közelít egy emberhez, és megharapja. Az áldozatról utóbb kiderül, hogy Ron apja, Mr. Weasley. Harry gyorsan felébred, s látja, hogy több gyerek áll körülötte. Harry azt mondja, hogy Dumbledore-hoz kell mennie, mert Ron apja súlyos kígyómarást szenvedett, és segítségre szorul. Harry elmeséli az igazgatónak a történteket, mire Dumbledore odaszól az egyik portrénak, hogy keresse meg az áldozatot. A festmény kis idő múlva jelenti, hogy megtalálta Mr. Weasleyt, akit ezután a Szent Mungóba szállítanak.
A hetedik részben Neville Griffendél Godrik kardjával levágja a fejét, ezzel elpusztítva az utolsó horcruxot is.
A 2018-as Legendás állatok - Grindelwald bűntettei (eredeti cimén: Fantastic Beasts: The Crimes of Grindelwald) című film óta tudjuk, hogy Nagini egy maledictus. Eddig annyit tudunk a maledictusokról, hogy egyfajta vérátkot hordozó nők, akik lassanként teljesen átalakulnak valamilyen szörnyeteggé. Nagini nevének eredetét maga az írónő, Joanne K. Rowling irta meg, miszerint: a Naga egy kígyószerű mitikus lény az indonéz mitológiában. Néha szárnyasként, néha pedig félig ember-félig kígyó lányként ábrázolják. Ezek alapján tehát Nagini valaha egy ember volt.

## Óriások
Az óriások emberszerű lények, nagyjából 7-8 méter magasak. Többnyire rosszindulatúak, erőszakosak, az emberevés sem idegen tőlük. Mégis, legalább két esetben megtörtént, hogy óriások és emberek frigyre lépjenek: Rubeus Hagrid és Olympe Maxime egyaránt félóriások. Törzsi társadalomban élnek, amelyet a gurgnak nevezett törzsfőnök irányít. Barlangokban laknak, és állatbőrökből összevarrt ruhát hordanak.

### Gróp
Gróp Hagrid féltestvére, aki óriás, Hagrid szerint "kicsi és gyámoltalan", hiszen „csupán” 5 méter magas. Hagrid titokban magával hozza Grópot Roxfortba, a Tiltott Rengetegben szállásolja el, és megpróbálja megszelídíteni és beszélni tanítani. Ron, Harry és Hermione is segít neki.
A hatodik részben a vadőr már tanársegédet akar csinálni féltestvéréből.
Gróp a roxforti csata közben beröpíti Hagridot és Agyart a Roxfortba az egyik ablakon keresztül. Néhányan reménykednek, hogy Gróp összetaposott néhány Halálfalót.

## Orrontó furkászok
A Legendás állatok és megfigyelésük című könyvben képzett varázslóra nem veszélyes besorolásúak. Nagy-Britanniában őshonos. Fekete, bolyhos szőrű lények, pofájuk feltűnően hosszú orrban végződik, mellső lábuk vége pedig ásószerűen ellaposodik. Imádják a fényes dolgokat. A koboldok föld alatti kincsek előásásához használják. Habár a furkász szelíd állat, lakásban nem tartható mert nagy felfordulást okoz szenvedélyes kincsgyűjtő vágyával. Vackát 20 méter mélyen a föld alatt építi; egyszerre 4-6 kölyköt ellik.
A Harry Potter és a Tűz Serlege című kötetben tűnnek fel. Hagrid szórakoztatja velük a negyedéves diákokat úgy, hogy 100 leprikón-aranyat ás el, és az a diák nyer a versenyben, amelyiknek a furkásza a legtöbbet találja meg. A versenyt Ron nyeri, jutalma egy nagy tábla Mézesfalás csokoládé.

## Sárkányok

### Kínai gömblángsárkány (oroszlánsárkány)
Az egyetlen távol-keleti sárkányfaj. Külseje igen szembetűnő. Testét sima, vörös pikkelyek borítják, fitos orrban végződő pofáját aranyszínű tüskék veszik körül, szeme látványosan kidülled.
Nevét annak köszönheti, hogy ha ingerlik orrlyukain keresztül gomba alakú tűzgomolyagot fúj. Testsúlya 2-4 tonna, a nőstény nagyobb a hímnél. Élénkpiros, arannyal pöttyözött tojásának héja nagyra becsült varázsszer a kínai mágiában. A gömblángsárkány agresszív, de fajtársai közelségét a többi sárkánynál jobban tűri. Néha még vadászterületét is hajlandó megosztani egy-két másik sárkánnyal. Mindenféle emlőst elfogyaszt, de legjobban a sertést és az embert szereti.
Viktor Krum sárkánya a Trimágus Tusán.

### Közönséges walesi zöldsárkány
A walesi zöldsárkány remekül beleolvad hazája buja zöld mezőibe, bár fészkét a hegyvidéken rakja, ahol – az állomány fennmaradását biztosítandó – rezervátumot jelöltek ki számára. Főleg juhokra vadászik, az emberek elől elbújik. A walesi zöldsárkány jellegzetes, meglepően dallamos üvöltése könnyen felismerhető. Tüzét karcsú csóvákban fújja, tojása földszínű, zölddel pöttyözött.
Fleur Delacour sárkánya a Trimágus Tusán.

### Magyar mennydörgő
Az egyik legveszedelmesebbnek tartott sárkányfaj.
Kimondottan óriásgyíkszerű testét fekete pikkelyek borítják. Szeme sárga, szarvai és a farkából kiálló tüskék bronzvörösek. Kivételesen hosszú lángcsóvát tud fújni, akár 15 métereset is. Cementszürke tojásának héja rendkívül kemény. Áttöréséhez a kicsinyek kikelésükkor a farkukat használják, amelyen addigra kifejlődnek a tüskék. A magyar mennydörgősárkány kecskét, juhot és – ha teheti – embert eszik. Nagyjából 4-5 méter magas, és a hossza 15 méter. Szárnyfesztávolsága eléri a 8 métert is.
A magyar mennydörgő (Hungarian Horntail) a negyedik kötetben Harry Potter sárkánya a Trimágus Tusán.

### Norvég tarajossárkány
A norvég tarajos meglehetősen hasonlít a mennydörgőhöz, de nem faroktüskéi vannak, hanem erőteljes, szurokfekete taréjok sorakoznak a gerince mentén, Fajtársaival szemben különösen ellenséges, állománya napjainkra erősen megcsappant. Alig van olyan nagy testű szárazföldi emlős, amit ne fogyasztana el, és – sárkányoktól szokatlan módon – a vízi állatokat se veti meg.
A tarajos tojása fekete, kicsinyei a többi fajhoz képest korán (már 1-3 hónapos korukban) elkezdenek tüzet fújni.

#### Norbert
Norbert egy norvég tarajossárkány (Norwegian Ridgeback).
Hagrid egy ismeretlentől szerezte, még tojás korában. Az ismeretlen Mógus professzor volt, akibe beleköltözött Voldemort. Mikor Norbert kikelt, látták, hogy Draco Malfoy leskelődik utánuk. Draco közbelépése miatt McGalagony tanárnő büntetőfeladatot szab ki a sárkánnyal kapcsolatba került diákokra. Norbertet pedig elküldték Romániába, Charlie Weasleyhez, Ron bátyjához, aki sárkányokkal foglalkozik. Az utolsó könyvben kiderül, hogy Norbert lány, ezért Charlie Weasley a Norberta nevet adta neki.

### Svéd Sróforrú Sárkány
Cedric Diggory sárkánya a Trimágus Tusán.

### Ukrán acélhasú sárkány
A legnagyobb testű sárkányfaj, egyes példányok súlya a 6 tonnát is elérheti. Alkatánál fogva nehézkesebben és lassabban repül a többi sárkánynál, mégis rendkívül veszélyes, hiszen akár egy házat is romba tud dönteni pusztán azzal, hogy leszáll rá. Az acélhasú pikkelye fémszürke, szeme mélyvörös, karma feltünően hosszú és hegyes, gerince mentén számtalan hegyes tüske található. 1799-ben egy acélhasú felragadott a Fekete-tenger vizéről egy (szerencsére üres) vitorláshajót. Azóta az ukrán mágiaügyi hatóságok folyamatosan megfigyelés alatt tartanak minden egyes példányt.
A halál ereklyéi második részében egy fogvatartott, kiskorában számtalanszor megkínzott ukrán acélhasú sárkány segítségével menekülnek meg hőseink a Gringotts-ból.

## Sellők
Sellőket világszerte találunk, bár külsejük épp oly változatos, mint az embereké. Akárcsak a kentaurokéról, a sellők életmódjáról, szokásairól is vajmi keveset tudunk. A sellő nyelvet beszélő varázslók szerint magas szervezettségi szintű, az élőhely függvényében változó létszámú csapatokban élnek, s egyes közösségek lakóépületei valódi remekművek. A kentaurokhoz hasonlóan a sellők is visszautasították az értelmes lény státust, s inkább bestiák maradtak.
A legrégebbi feljegyzésekben említett sellők a görög szirének és tritónok. A mugli irodalomban és festészetben oly gyakran ábrázolt gyönyörű hableányok a melegebb vizek lakói. A skóciai szelkik és az írországi merrók kevésbé szépek, de mint minden sellő, ők is rajonganak a zenéért.
Énekük a víz alatt gyönyört nyújt, de a szárazföldön visszataszító. A roxforti fekete tóban élnek, a Trimágus Tusa bajnokai megküzdöttek azokért a foglyokért, akiket a sellőkre bíztak, hogy szerezzék meg tőlük őket és a kákalagoktól. A prekfektusi fürdő ablakán is volt egy sellős kép, mely varázslat hatására mozgott. Hisztis Myrtle a lefolyókon át utazik a tóba és örökké kizavarják őt, mert háborgatja őket. Egyesek szerint – akik érti a sellők nyelvét -, csoportosan élnek és remekművek a házak, amiket alkotnak.
Egy sellő, ha egy kijelölt helyen kell laknia, például tóban, folyóban, nem megy el onnan, és soha nem közeledik muglikhoz, de egyes beszámolók hableányokról beszéltek.

## Thesztrálok
A thesztrálok nagyméretű, lóra emlékeztető mágikus lények. Először a Harry Potter és a Főnix Rendje című kötetben szerepeltek, ahol ezek a lények húzzák a diákokat a Roxfortba szállító fiákereket (a kocsikról van szó a harmadik és negyedik részben is, ám a thesztrálokról nem esik említés), később pedig Harryék rajtuk repültek a Roxfortból a Mágiaügyi Minisztériumba.
Csak olyan emberek láthatják őket, akik már láttak valakit meghalni. Testalkatuk sovány, csontjaik jól láthatóak, fekete bőrük lazán tapad testükhöz. Lapockatájékuknál egy pár csontos, bőrhártyával borított szárny helyezkedik el, melyek elég nagyok az állat levegőbe emeléséhez. Fejükben, mely a sárkányéhoz hasonlít, merev tekintetű, pupillátlan, fehér szem ül. Fejükből két, rövid szarv áll ki.
Nagyon nehéz megszelídíteni őket, ám ha ez sikerül, utazásra tökéletesen megfelelnek, mert kiválóan tájékozódnak és gyorsan repülnek. A mágusnép babonája szerint a thesztrál jelenléte rossz előjel, "de ez csak a halál-dolog miatt van így" – ahogy Hagrid mondja.
A Roxfortnak egész ménese van belőlük.
A hetedik kötet elején, amikor Harryt elviszik a Privet Drive-ról, ketten thesztrállal jönnek.
A Bodzapálcának thesztrálfarkszőr a magja, ami azt mutatja, hogy a készítője találkozott a halállal.

## Vélák
A vélák emberszerű lények, szőke hajú, kivételes szépségű nőknek néznek ki. Ha egy férfi a közelükbe kerül, azonnal csillapíthatatlan vonzalmat érez irántuk. Ha megdühödnek, csúf, madárszerű arcuk lesz, és tűzgolyókat dobálnak ellenségükre (előképül lásd harpüiák). A fajnak hímnemű példányai nem ismertek, viszont képesek kereszteződni az emberekkel, hiszen Fleur Delacour egyik nagyanyja véla volt.

## Vérfarkasok
A vérfarkasok vagy farkasemberek olyan beteg emberek (muglik vagy varázslók), akik minden teliholdkor farkasszerű szörnyeteggé változnak. A vérfarkas-betegség harapás útján terjed. A vérfarkasokat a varázslótársadalom rendszerint kiveti magából, bár vannak ritka kivételek, akik képesek beilleszkedni.

### Fenrir Greyback
Először a hatodik kötetben jelenik meg, Hermione és Lupin is említi. A kötet végén ő is ott van a csillagvizsgáló toronyban, mikor Dumbledore meghal. Mielőtt felmennek a toronyba, Greyback megharapta Billt; akiből nem lett vérfarkas, bár ezután szerette a véres húst. Ez azért lehetett, mert Greyback nem volt átváltozva.
A hetedik kötetben tagja annak a csapatnak, amelyik elkapja Harryéket.

### Remus J. Lupin
Vérminőség: Félvér 
Fia: Ted Remus Lupin  
Felesége: Nymphadora Tonks  
Legjobb barátai: James Potter, Sirius Black, Peter Pettigrew.
Tanult: Roxfort, Griffendél 
Becenév: Holdsáp 
A tekergők térképének egyik megalkotója. Az azkabani fogoly című részben Harry sötét varázslatok kivédése tanára. (Ő tanítja meg Harryt patrónust idézni.)
A halál ereklyéi című kötetben életét veszti. (Gyilkosa: Dolohov: halálfaló.)
Tagja a Főnix rendjének.
Azért lett vérfarkas, mert apja nem mondta el Fenrir Greybacknek az egyik vérfarkasok számára hasznos bájital receptjét és a vérfarkas úgy döntött bosszút áll. Ezért megfertőzte a nemrég született fiút.